# Ewangelismos (stacja metra)
Ewangelismos (gr: Ευαγγελισμός) – stacja metra ateńskiego na linii 3 (niebieskiej). Została otwarta 28 stycznia 2000. Znajduje się na terenie dzielnicy Ewangelismos, blisko Szpitala Ewangelismos, Galerii Narodowej, Muzeum Wojny, Muzeum Bizantyjsko-Chrześcijańskiego i hotelu Hilton. W pobliżu tej stacji znajduje się również znana dzielnica Kolonaki.